# Monique Rolland
Pour les articles homonymes, voir Rolland.
Monique Rolland est une actrice française née Rolande-Henriette Lapierre à Paris 10e le 17 décembre 1913 et morte à Boulogne-Billancourt (Hauts-de-Seine) le 27 septembre 1999.

Dans son livre "C'était écrit dans les étoiles - trois pas dans le mystère avec vos vedettes préférées" (1960), la journaliste et femme de lettres Simone de Tervagne (1911/1992) écrit que Alex Dahn lui dit : Je me trouvais, un jour, chez Monique Rolland (l'actrice). La porte s'ouvre tout à coup et un jeune homme entre. J'ai immédiatement pressenti son destin. J'ai dit "Ce jeune homme deviendra quelqu'un de très important". Cela se passait en 1956 : c'était Robert Hossein. Peu après, Monique Rolland le faisait débuter en lui confiant sa première mise en scène de théâtre dans "L'homme traqué".

## Filmographie
- 1930 : La Fin du monde d'Abel Gance
- 1930 : Jour de noces de Maurice Gleize (moyen métrage)
- 1931 : Coquecigrole d'André Berthomieu
- 1931 : La Couturière de Lunéville de Harry Lachman
- 1931 : Mistigri de Harry Lachman
- 1931 : Le Rosier de Madame Husson de Bernard-Deschamps : la prostituée du cabaret
- 1932 : L'Affaire de la rue Mouffetard de Pierre Weill
- 1932 : Moune et son notaire d'Hubert Bourlon : Moune
- 1932 : Plaisirs de Paris d'Edmond T. Gréville : Annie Perdrigot
- 1932 : Stupéfiants de Kurt Gerron et Roger Le Bon : Dora Lind
- 1932 : Le Chimpanzé de Marco de Gastyne (moyen métrage)
- 1933 : Le Barbier de Séville d'Hubert Bourlon et Jean Kemm : Chérubin
- 1933 : Ces messieurs de la Santé de Pierre Colombier : Ninon
- 1933 : Paris-Deauville de Jean Delannoy : Gilberte
- 1933 : Le Testament du docteur Mabuse de Fritz Lang et René Sti : Lily
- 1933 : L'Atroce Menace de Christian-Jaque (moyen métrage)
- 1934 : Prince de minuit de René Guissart : Denise
- 1935 : La Marraine de Charley de Pierre Colombier : Kitty
- 1935 : Un oiseau rare de Richard Pottier : Renée, la fille de Melleville
- 1935 : Paris Camargue de Jack Forrester
- 1935 : Promesses de René Delacroix
- 1935 : L'École des vierges de Pierre Weill : la petite pensionnaire
- 1935 : Sacré Léonce de Christian-Jaque : Cécile
- 1935 : Soirée de gala de Victor de Fast (court métrage)
- 1936 : Au son des guitares de Pierre-Jean Ducis : Monique
- 1936 : Maria de la nuit de Willy Rozier : Laurence
- 1936 : Les Maris de ma femme de Maurice Cammage
- 1936 : Prête-moi ta femme de Maurice Cammage : Edith
- 1936 : La Souris bleue de Pierre-Jean Ducis : Yvonne
- 1936 : Une poule sur un mur de Maurice Gleize
- 1936 : Mon cousin de Marseille de Germain Fried (moyen métrage)
- 1936 : Monsieur est saisi de René Sti (moyen métrage)
- 1937 : La Belle de Montparnasse de Maurice Cammage : Jeanne
- 1937 : Le Choc en retour de Georges Monca et Maurice Kéroul : Colette
- 1937 : L'Occident d'Henri Fescourt
- 1937 : L'Alibi de Pierre Chenal : une entraîneuse
- 1938 : Le Dompteur de Pierre Colombier : Gaby
- 1938 : Durand bijoutier de Jean Stelli : Jessie
- 1938 : La Marraine du régiment de Gabriel Rosca
- 1938 : Raphaël le tatoué de Christian-Jaque : Aline de Vanves
- 1939 : La Boutique aux illusions de Jacques Séverac : la spectatrice
- 1939 : Narcisse d'Ayres d'Aguiar : Rosine
- 1940 : Paradis perdu d'Abel Gance : Laurence Aubrigeot
- 1941 : Histoire de rire de Marcel L'Herbier : Coco d'Antibes
- 1941 : Les Deux Timides d'Yves Allégret
- 1941 : Mélodie pour toi de Willy Rozier
- 1945 : Christine se marie de René Le Hénaff : Christine